# Station Doetinchem West

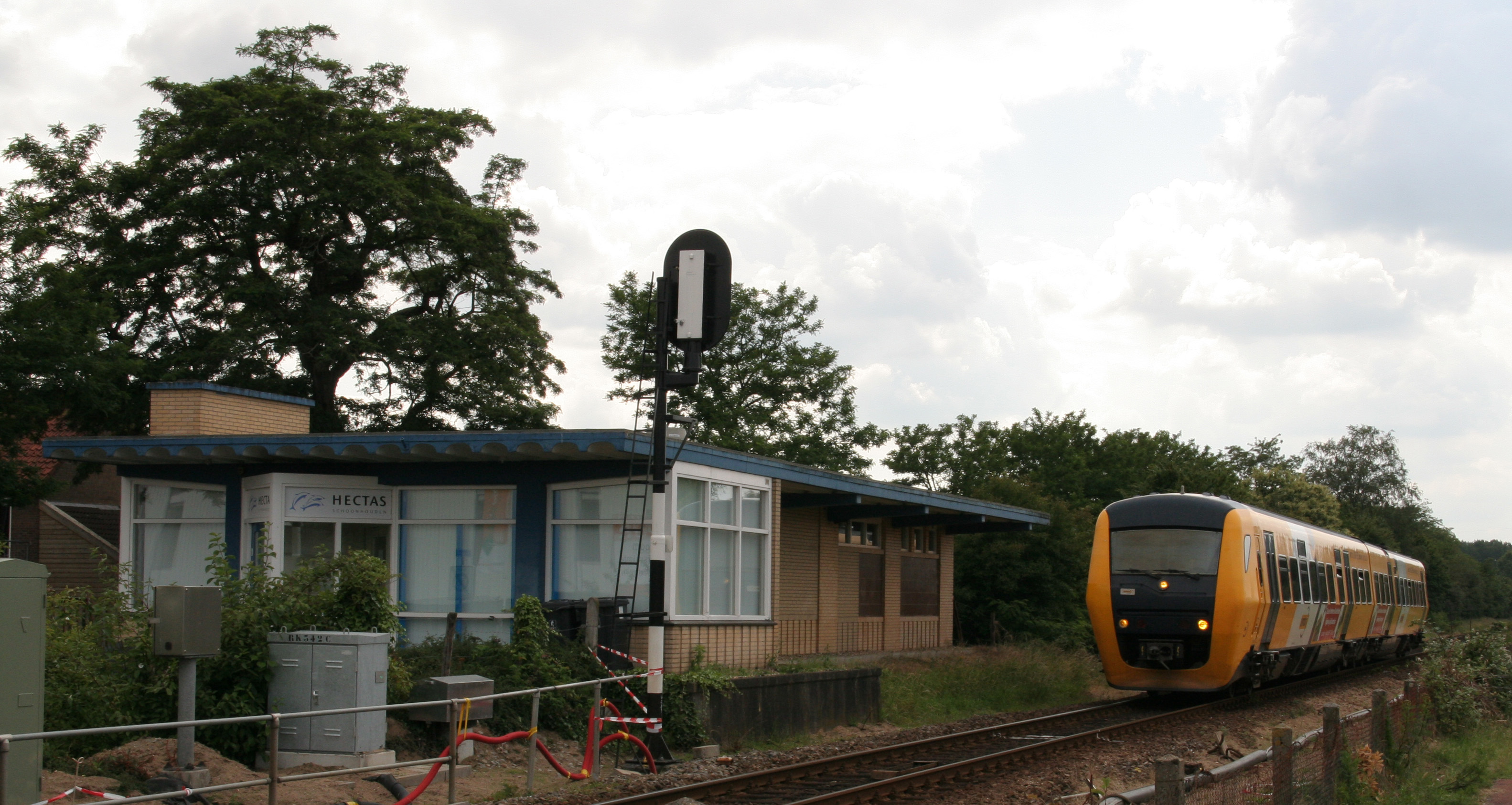
Doetinchem West met passerende DM '90 van Syntus.

Station Doetinchem West (afkorting: Dtcw) is een voormalig spoorwegstation in het Gelderse Doetinchem aan de spoorlijn Winterswijk – Zevenaar. Het station werd geopend op 15 juli 1885 als Halte Wijnbergen, maar kreeg later de naam Doetinchem-Wijnbergen . Na de komst van wijk De Hoop kwam er in 1959 aan de overkant van de Wijnbergseweg een nieuw stationsgebouw van het type Vierlingsbeek en veranderde de stationsnaam in Station Doetinchem West.
Het station bevond zich direct ten westen van de spoorbrug over de rivier de Oude IJssel, op nauwelijks 1 kilometer afstand van station Doetinchem. Tevens was ter hoogte van het station het aansluitwissel naar het bescheiden raccordement van "Blom Conserven". Op het raccordement werden voornamelijk groenten en fruit uitgeladen voor de fabricage van ingeblikte groenten en appelmoes. Het beladen van treinen kwam er slechts zelden voor, daarvoor was het nabij gelegen station Doetinchem en de daar aanwezige stamlijn naar het achterliggende industrieterrein, in het oogstseizoen werden er weleens wagens met appels beladen. Het oude station uit 1959 van het type Vierlingsbeek bestaat nog steeds. Het fungeert echter niet meer als station maar als een bedrijfspand. Het perron is grotendeels verwijderd en het gebouw zelf is zwaar verbouwd na 1985. Het aansluitwissel naar Blom is begin jaren '80 opgebroken en het voormalige raccordement is, net als het voormalige bedrijfsterrein (na de sluiting van de fabriek in 1986), volgebouwd met woningen.
De overweg naast het station had tot 1953 tevens een haakse kruising met de Tramlijn Zutphen - Emmerik; in 1953 werd deze lijn opgeheven en werd het tramspoor uit de overweg verwijderd. Het stukje spoor vanaf de overweg richting Doetinchem bleef nog tot 1957 in gebruik, ten behoeven van het hierboven genoemde bedrijf Blom Conserven.
Op 2 juni 1985 werd station Doetinchem De Huet in de gelijknamige wijk De Huet geopend. Dit leidde tot de sluiting van station Doetinchem West op 1 juni 1985.